# Nicaraguakanaal

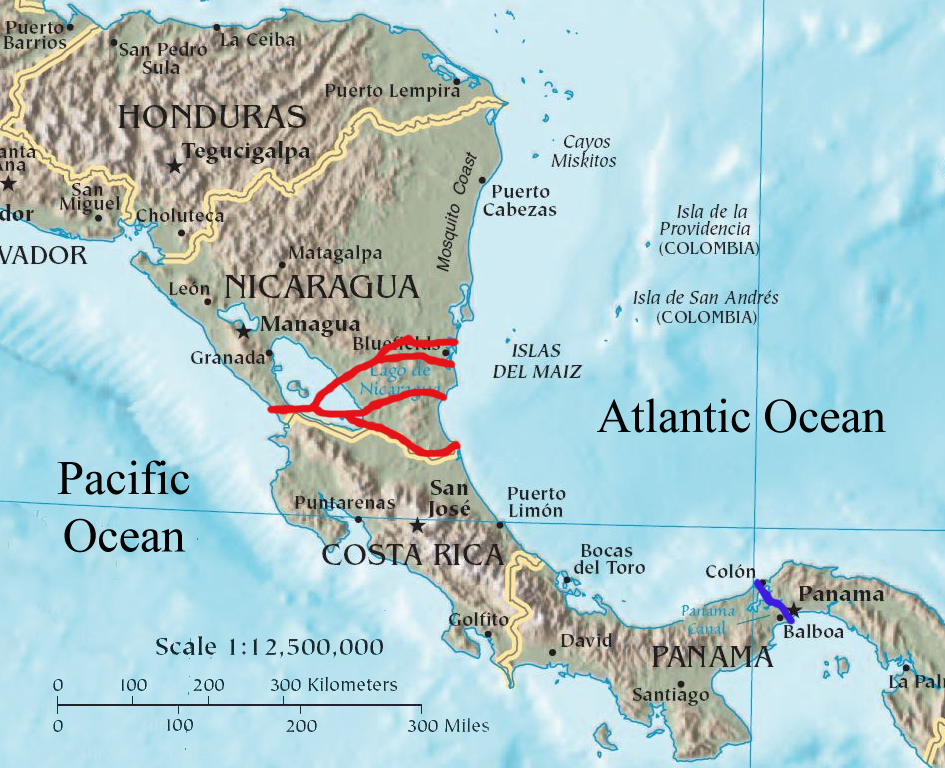
In rood: mogelijke kanaalroutes zoals ze in 2013 voorgesteld werden. De keuze is gevallen op de tweede route van boven, ten zuiden van Bluefields; begin van de werken was gepland voor december 2014 maar in 2018 is het project geannuleerd. In blauw: het Panamakanaal.

Het Nicaraguakanaal was een project voor een waterweg die een verbinding moest vormen tussen de Atlantische Oceaan en de Stille Oceaan dwars door Nicaragua, in Centraal-Amerika. Het kanaal zou de rivier San Juan volgen vanaf San Juan del Norte tot aan het Meer van Nicaragua (34 meter boven zeeniveau), waarna een doorsteekkanaal naar Rivas aangelegd zou worden. Het Nicaraguakanaal zou ongeveer 278 kilometer lang zijn. Het zou een diepgang hebben tussen 26,9 en 33,0 meter en een breedte tussen de 230 en 520 meter. Met deze afmetingen kunnen containerschepen tot 25 000 TEU, olietankers tot 320 000 dwt en bulkcarriers tot 400 000 dwt door het kanaal varen. Men verwachtte dat het Nicaraguakanaal tegen 2020 operationeel zou zijn en zo de concurrentie zou aangaan met het reeds bestaande Panamakanaal. In februari 2018 is het project geannuleerd.

## Geschiedenis

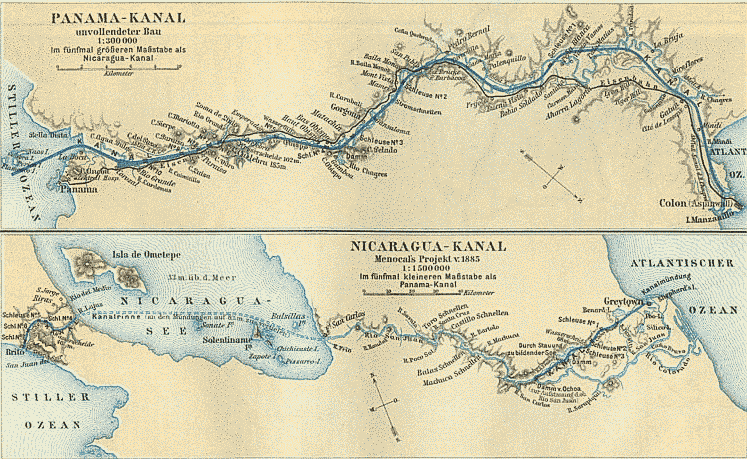
Het kanaal zoals het in 1899 voorgesteld werd.

Voordat de spoorwegen de oost- en westkust van Verenigde Staten verbonden, was de gemakkelijkste manier om van de ene naar de andere oceaan te reizen via een land in Centraal-Amerika. In 1811 deed Alexander von Humboldt een studie naar een goede verbinding hiervoor. Hij was zelf nooit in het gebied geweest en baseerde zijn conclusies op basis van oude verslagen en kaarten. Op basis van deze – twijfelachtige – gegevens adviseerde hij een verbinding door Nicaragua en noemde Panama de slechtste optie. Dat hij de bergen in Panama driemaal hoger voorstelde dan ze in werkelijkheid zijn, geeft een indicatie van de kwaliteit van de gegevens waarmee hij werkte. Dit hield hem niet tegen zijn kanaal te vergelijken met het grootste infrastructurele waterwerk van dat moment, het Caledonisch Kanaal in Schotland. Ingenieur Thomas Telford gebruikte de Schotse meren als waterbron voor zijn kanaal en volgens Humboldt kon het Meer van Nicaragua deze functie ook goed vervullen. Met het idee werd niets gedaan.
In Californië was medio de 19e eeuw goud ontdekt. Gelukzoekers wilden zo snel als mogelijk hiervan profiteren. Er waren nog geen goede verbindingen over land en een reis via Centraal-Amerika was noodzakelijk om Californië te bereiken. In 1853 reisden zo’n 20.000 mensen via Nicaragua en circa 27.000 via Panama. De reis via Nicaragua ging deels per boot over de San Juan, het Meer van Nicaragua en het laatste deel over land op een paard of in een kar. De reis over land was weliswaar langer in Nicaragua dan in Panama, maar Nicaragua lag dichter bij de Verenigde Staten waardoor de totale reis zo'n twee dagen korter was. In Panama werd tussen 1850 en 1855 de Panamaspoorweg aangelegd en dit was een groot succes. De belangstelling voor de bouw van een kanaal tussen beide oceanen nam sterk toe.
De zeer succesvolle Amerikaanse ondernemer Cornelius Vanderbilt had de route door Nicaragua financieel mogelijk gemaakt. Hij zag ook mogelijkheden voor een kanaal en hij huurde Orville Child, een zeer gekwalificeerde ingenieur, in om de route te verkennen en plannen uit te werken. De Amerikaanse belangstelling voor het project was gewekt en diverse studies wezen op de grote economische voordelen als een kanaal, of in Nicaragua of Panama, zou worden aangelegd.
Op 15 mei 1879 begon het Congres International d’Études du Canal Interocéanique in Parijs, hier zou de keuze voor de route worden bepaald. Het Amerikaanse voorstel was gedegen en maakte veel gebruik van het werk van Child. Het totale traject had een lengte van 293 km, driemaal zo lang als de voorgestelde route door Panama. De rivier San Juan zou bevaarbaar worden gemaakt door diverse dammen te bouwen, met een hoger waterniveau tot gevolg. Zo’n kanaal van 64 km zou worden gegraven en 10 schutsluizen zouden worden aangelegd om het Meer van Nicaragua te bereiken. Van het meer tot de kust van de Stille Oceaan, een afstand van 26 km, kwamen ook 10 schutsluizen om tot zeeniveau af te dalen. Van het totale traject ging 90 km over het meer, 113 km over de bevaarbaar gemaakte San Juan waardoor een te graven kanaal van zo’n 90 km resteerde. De totale kosten van het werk werden geraamd op US$ 65,5 miljoen. Ferdinand de Lesseps, wiens reputatie enorm was gestegen na de aanleg van het Suezkanaal, maakte zich sterk voor een kanaal op zeeniveau, zonder sluizen, in Panama en zijn voorkeur telde zwaar mee bij de stemming over de twee voorstellen. Tot grote teleurstelling werd het Amerikaanse voorstel afgewezen.

## Nieuw plan
In juli 2012 kwam het kanaal weer in het nieuws, toen twee Nederlandse adviesbureaus (Ecorys en Royal HaskoningDHV) een opdracht kregen voor een haalbaarheidsstudie naar dit kanaal. Op 13 juni 2013 vroeg het parlement van Nicaragua aan Chinese bedrijven om het Nicaraguakanaal aan te leggen. De grootste hedendaagse containerschepen zouden het kunnen bevaren. In september 2014 werden de kosten geraamd op 50 miljard dollar, in plaats van de 40 miljard dollar die in 2013 geschat werd. Op 22 december 2014 gingen de werkzaamheden officieel van start. Er werd sindsdien echter weinig vooruitgang geboekt en in 2018 werd het project geannuleerd. 
In 2024 heeft het parlement van Nicaragua de vergunning ingetrokken van Wang Jing om een alternatief voor het Panamakanaal aan te leggen, sinds 2012 was er nauwelijks werk verricht door de Chinese investeerder.

### Economisch aspect
Het voorbereidend onderzoek werd op civieltechnisch vlak uitgevoerd door China Railway Construction Corporation. Het ontwerp van de sluizen en het onderzoek naar de beschikbaarheid van water en maatregelen ter voorkoming van verzilting werden uitgevoerd door een Belgisch-Nederlandse samenwerking van SBD en Deltares. Volgens de HKND Group, het bedrijf dat de opdracht gegund heeft gekregen, zou het totale project 50.000 banen opleveren. Het kanaal was volgens deze initiële planning in 2019 klaar. HKND zou de Nicaraguaanse overheid jaarlijks 10 miljoen dollar betalen, gedurende de eerste tien jaar van het project, voor de concessie van het Nicaraguakanaal. Deze concessie werd voor 50 jaar afgesloten met een mogelijke verlenging.

### Andere faciliteiten
Er zouden onder meer een luchthaven, diverse resorts en een kunstmatig meer worden gebouwd bij de aanleg van het Nicaraguakanaal. Aan elke oceaaningang van het kanaal waren golfbrekers en havenfaciliteiten gepland. De Pacifische haven zou Brito Port heten en de Caribische haven Aguila Port. In Brito Port zou er een vrijhandelszone gecreëerd worden, in San Lorenzo, Boaco waren verschillende toeristische resorts gepland. Naast de bouw van twee havens aan de kanaalingangen, werd ook de bouw van enkele elektriciteitscentrales voorzien om de elektriciteit te genereren die nodig was geweest voor de operatie van het Nicaraguakanaal. Verder stonden de bouw van twee cementfabrieken, steengroeven en enkele kleine verbeteringen aan de bestaande havens van Corinto en Bluefields op het programma.
Ook plande HKND een aangepaste verbetering van de wegen. Een autosnelweg van Amerika naar Panama zou over het kanaal lopen door middel van een brug. Deze brug zou een lengte hebben van 4930 meter. De Nicaragua Route 25 (Acoyapa-San Carlos) aan de oostelijke zijde van het Nicaraguameer zou een ferryservice krijgen in plaats van een brug. HKND stelde een voertuigenveerboot voor waarbij een terminal aan beide zijden van het kanaal zou gebouwd worden. Ongeveer elk uur zou een gratis ferry het kanaal overvaren tot er een volwaardig alternatief beschikbaar zou zijn. Verder zou volgens HKND het Nicaraguakanaal geen andere belangrijke wegen doorkruisen waardoor er geen andere constructies van bruggen of het inrichten van een ferryservice vereist zouden zijn.

### Impact op het milieu
Het plan riep nogal wat reacties op. Milieuorganisaties waren bezorgd over de toekomst van het Meer van Nicaragua dat het grootste drinkwaterreservoir van Midden-Amerika vormt. De bouw van het Nicaraguakanaal zou het verdwijnen van primair en secundair regenwoud veroorzaken. Het kanaal kon ook een barrière vormen voor de vrije doorsteek van (bedreigde) diersoorten door het regenwoud. Deze gevolgen waren echter onvermijdelijk volgens het milieu- en sociale-effectenrapport van HKND. Daartegenover stond de mogelijke werkgelegenheid die door het project zou worden gecreëerd en die volgens president Daniel Ortega het land "economisch onafhankelijk" zou maken.